# Lễ cưới
Lễ cưới (hay hôn lễ, đám cưới, lễ đường) là một phong tục văn hóa trong hôn nhân nhằm thông báo rộng rãi về sự chấp nhận và/hoặc sự chứng kiến của gia đình, xã hội hay tôn giáo về cuộc hôn nhân của một cặp đôi. Lễ cưới được hiểu là một nghi lễ, và thường kết hợp với một tiệc cưới để trở thành đám cưới hoặc lễ thành hôn.

## Việt Nam

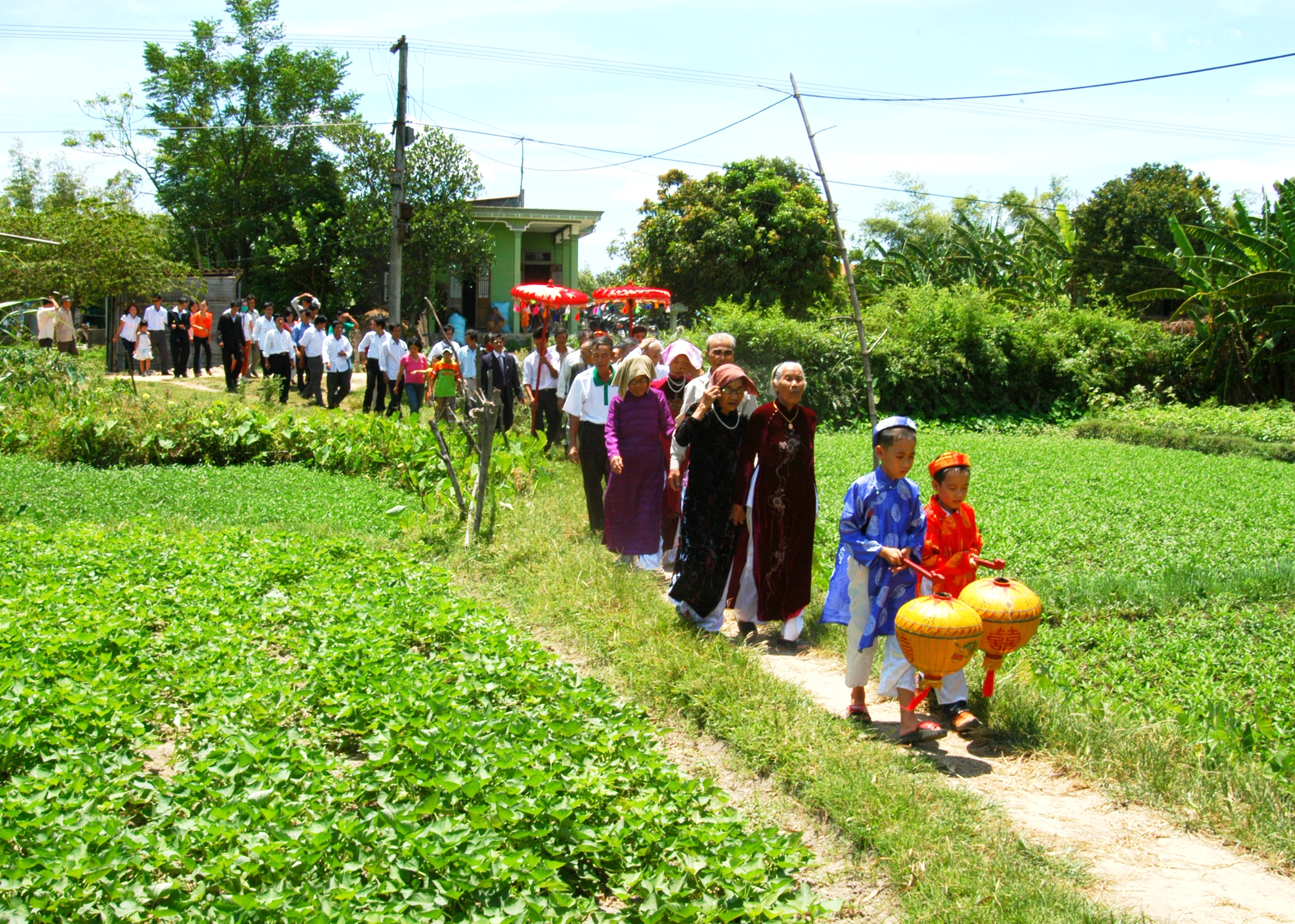
Rước dâu trên đường quê Việt Nam

Trước đây, người Việt gọi lễ này là lễ rước dâu. Ngày nay, trong ngôn từ của đời sống thường ngày, người ta gọi lễ này là lễ cưới, hôn lễ. Đây là hình thức liên hoan, mừng hạnh phúc cô dâu, chú rể và hai gia đình. Đây là nghi lễ được một số xã hội quan tâm và thường chỉ được tổ chức sau khi đã được chính quyền cấp giấy chứng nhận đăng ký kết hôn. Trong tâm thức người Việt thì lễ cưới có giá trị cao hơn cả giấy chứng nhận đăng ký kết hôn. Sự quan tâm lớn của xã hội vào buổi lễ này đôi khi gây sức ép lên những người tổ chức: họ phải đảm bảo để có thể làm hài lòng nhiều người tham dự.
Lễ cưới của người Việt có nhiều thủ tục gồm:
- Lễ dạm ngõ
- Lễ ăn hỏi
- Lễ rước dâu
- Tiệc cưới
- Lại mặt

Lễ cưới của người Việt thường phải xem ngày tốt để tiến hành các thủ tục như ngày tổ chức, ngày rước dâu về nhà chồng. Đây là một sự tin tưởng chuyện vui được cử hành ngày lành tháng tốt thì sẽ mang đến hạnh phúc và bình an cho cô dâu, chú rể. Họ nhà trai sẽ phải chuẩn bị đầy đủ lễ vật (như là bánh phu thê, rượu, trầu cau, trái cây,...) và sang họ nhà gái đúng ngày giờ đã xem. Các thủ tục như cha mẹ chú rể sẽ nói lời để xin con dâu với họ nhà gái, cô dâu - chú rể lạy bàn thờ tổ tiên, mời rượu cha mẹ hai bên và cha mẹ, họ hàng, anh chị em thân thiết có thể tặng quà mừng cho đôi vợ chồng mới cưới vào lúc này,...sẽ được tiến hành trước khi rước dâu về nhà chồng. Lễ cưới cũng có thể được tổ chức tại nhà thờ (dành cho những gia đình theo đạo Công giáo Rôma) hay tại chùa (cho những gia đình Phật giáo).

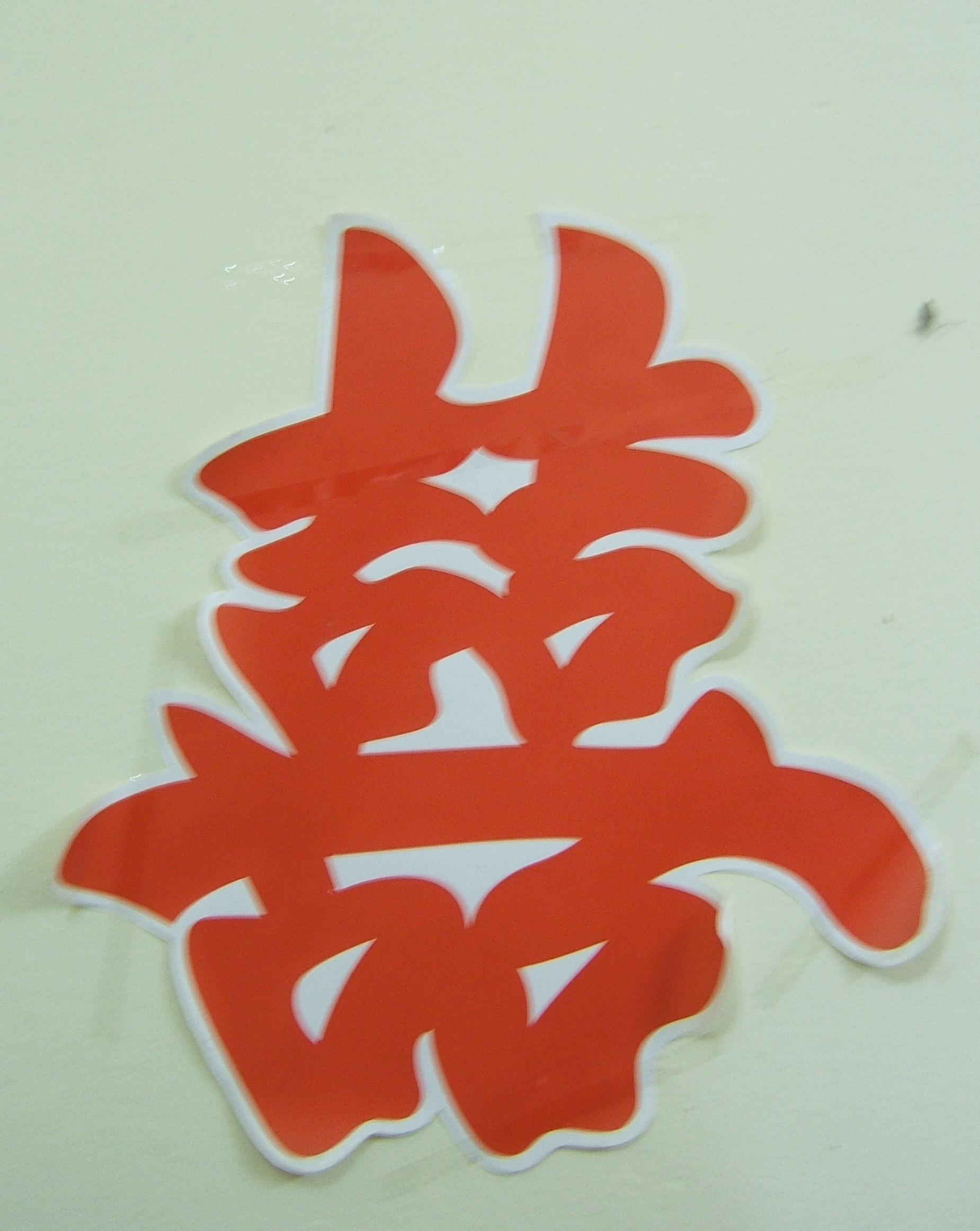
Chữ Song hỷ

Cũng đã có những nỗ lực nhằm sáng tạo một biểu trưng cưới hỏi ở Việt Nam như đôi chim bồ câu, quả cau lá trầu, song biểu trưng thường gặp, cô đúc nhất về ngữ nghĩa trong lễ cưới ở Việt Nam xưa nay vẫn là chữ song hỷ. Đây là biểu trưng xuất xứ từ phong tục cưới hỏi Trung Quốc, với ý nghĩa trước kia thể hiện hai niềm vui lớn: đại đăng khoa (thi đỗ làm quan) và tiểu đăng khoa (cưới vợ), nay song hỷ biểu thị niềm vui chung của hai họ. Nhiều người Việt không hiểu chữ Hán nhưng khi nhìn vào chữ này cũng biết những nơi dán biểu trưng này đang có đám cưới. Cũng co 1 thể dùng chữ Lễ Tân hôn cho nhà trai hay Lễ Vu quy cho nhà gái.
Trong lễ cưới Việt Nam, thông thường sẽ có một bữa tiệc được tổ chức ở nhà hàng tiệc cưới hoặc tại gia để mời bạn bè đến chung vui. Những người tham dự thường đem tặng các đồ mừng đám cưới hoặc tiền mừng. Quà cưới thường trang trọng, được bọc giấy điều, tiền có thể được bỏ vào bì thư đỏ. Trong đám cưới, ban lễ tân (thường là người thân của chú rể hay cô dâu) đứng ra nhận quà mừng. Có những đám cưới tổ chức tiệc trà, đơn giản hơn tiệc cưới thông thường, có ý không yêu cầu người tham dự mang quà mừng.
Trong cuộc sống hiện đại, nhiều đôi dâu rể còn thường chụp ảnh kỷ niệm trước lễ cưới tại các ảnh viện hoặc chụp ngoại cảnh. Trong đám cưới thì thường chụp ảnh và quay phim. Và sau lễ cưới thì đôi vợ chồng trẻ có thể đi hưởng tuần trăng mật (đây là một hình thức được du nhập từ các nước phương Tây).

## Người Hoa

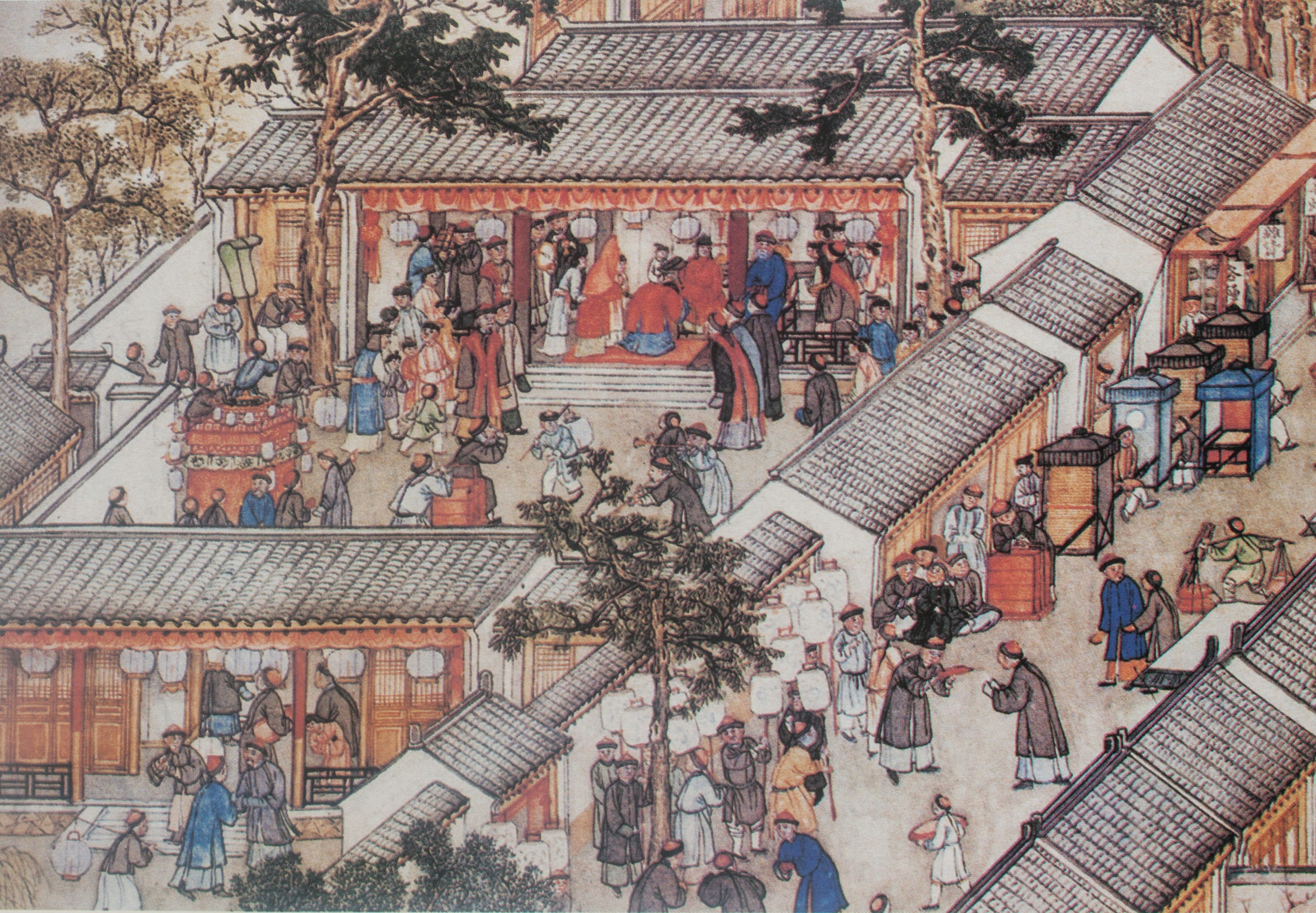
Tranh vẽ một lễ cưới tại Trung Hoa, thế kỷ 18

Lễ cưới người Hoa cũng phức tạp và nhiều nghi Lễ. Theo nghi thức truyền thống thì cô dâu và chú rể sẽ che mặt bằng khăn màu đỏ, đeo bông. Được mang kiệu rước đi, sau đó làm lễ bái đường để chính thức trở thành vợ chồng. Nghi lễ gồm: Nhất bái thiên địa, nhị bái cao đường, phu thê giao bái. Và cuối cùng là đưa vào động phòng, chú rể sẽ mở khăn che mặt của cô dâu ra và động phòng.

## Phương Tây

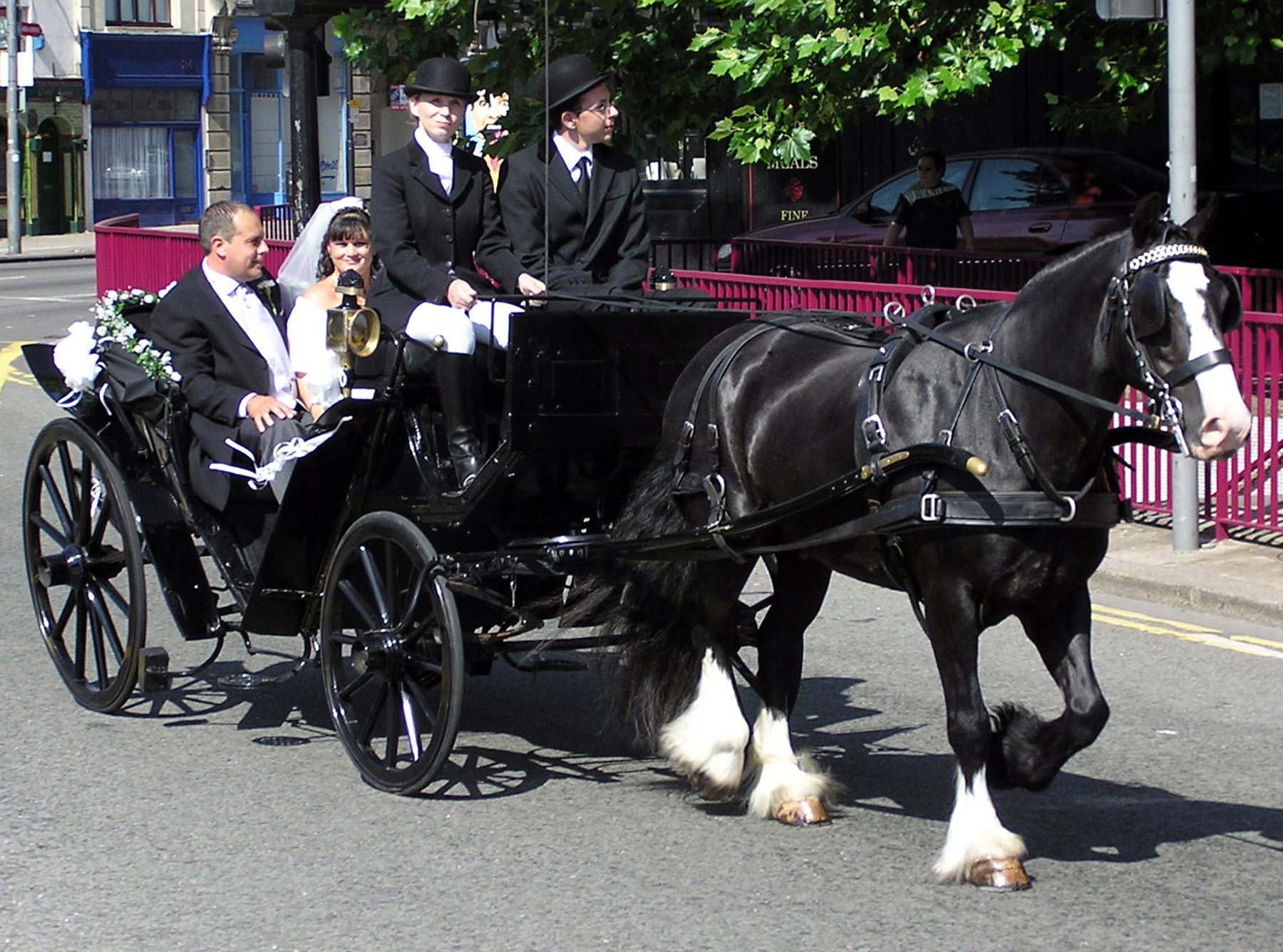
Xe hoa tại Bristol, Anh

Đám cưới truyền thống của phương Tây thông thường tổ chức tại nhà thờ có sự chứng kiến của người thân, bạn bè và một linh mục. Thông thường những cặp cô dâu, chú rể lần đầu làm đám cưới thì sẽ theo nghi thức này (vì do lời thề chung sống trọn đời, nên những người tái hôn sẽ không làm lễ ở nhà thờ nữa). Theo nghi lễ, chú rể và cô dâu (thường cầm theo bó hoa) sẽ dắt tay nhau vào nhà thờ và thề trước người cha xứ. Người cha xứ sẽ tuần tự hỏi từng người: Con có đồng ý lấy anh ấy/cô ấy không? có trọn đời yêu thương, chung thủy với anh ấy/cô ấy không?. Sau khi hai người trả lời "Con đồng ý" thì người cha tuyên bố từ nay hai người là vợ chồng. Sau đó chú rể trao nhẫn cưới và cả hai trao nhau nụ hôn trước tràng vỗ tay của mọi người. Ngoài ra khi kết thúc việc tổ chức đám cưới thường cô dâu chú rể sẽ tung hoa cưới cho bạn bè hoặc anh em trong nhà.

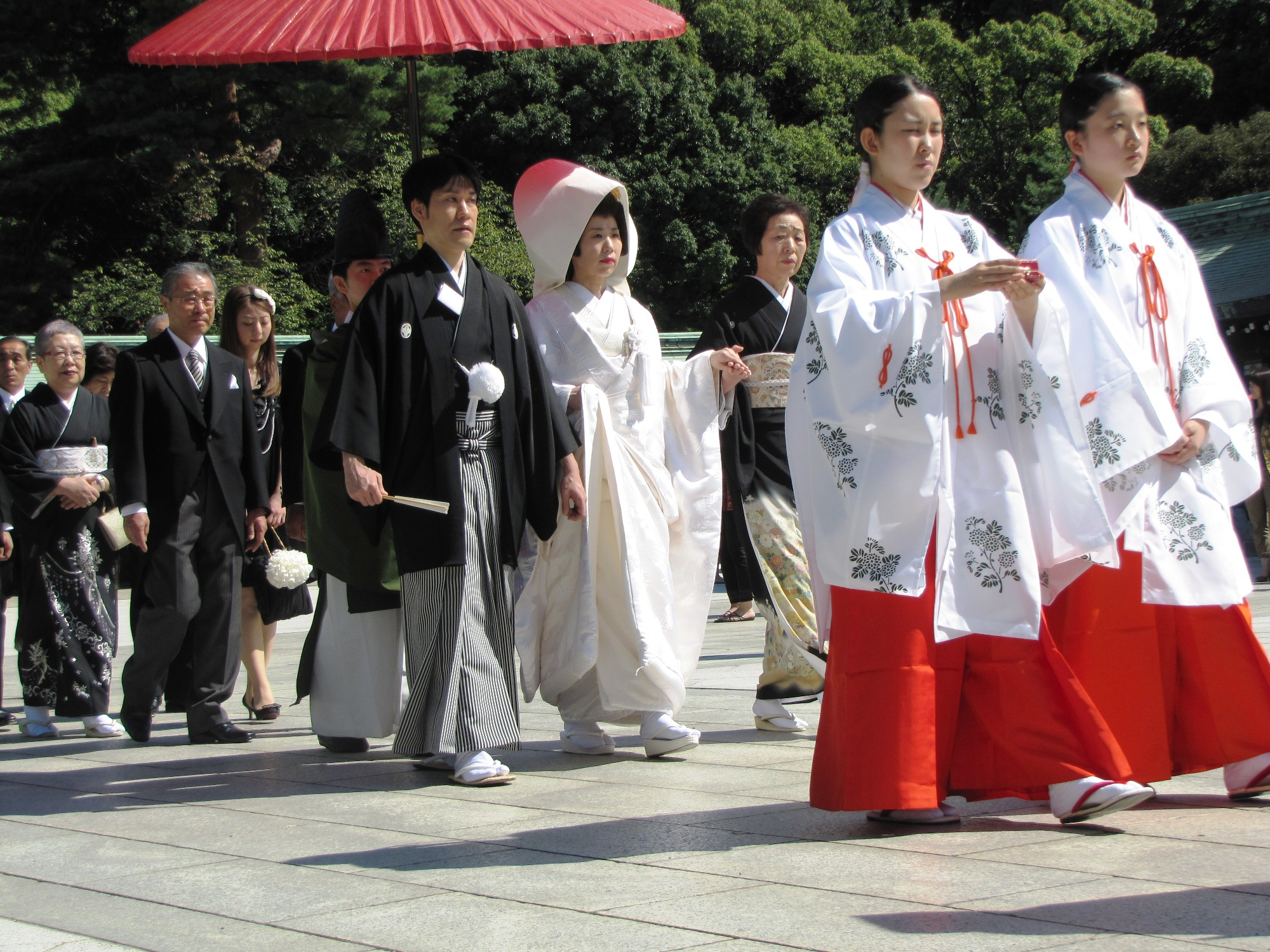
Rước dâu trong đám cưới cổ truyền của Nhật, 2010

## Âm nhạc

### Có lời
- Anh là chú rể (Khánh Đơn)
- Cầu hôn (Hứa Kim Tuyền)
- Chỉ cần có nhau (Vũ Cát Tường)
- Cười lên đi em (Only C)
- Cưới nhau đi (Châu Đăng Khoa)
- Cô dâu (Nguyễn Hồng Thuận)
- Cục Vợ ơi, lấy anh nha (Thống)
- Đám cưới miền quê (Khánh Đơn)
- Đúng người đúng thời điểm (Thanh Hưng)
- Em là cô dâu (Khánh Đơn)
- Em là cô dâu đẹp nhất (Châu Khải Phong)
- Em mơ làm cô dâu (Long Họ Huỳnh)
- Hơn cả yêu (Khắc Hưng)
- Làm vợ anh nhé (Phạm Bảo Nam)
- Mãi mãi bên nhau (Đỗ Hiếu)
- Mần rể miền Tây (Jin)
- Mình cưới nhau nhé (Khánh Đơn)
- Mùa xuân cưới em (Mặc Thế Nhân)
- Mừng ngày nên duyên (Khánh Đơn)
- Nắm lấy tay anh (Tú Dưa)
- Ngày cưới (Khắc Việt)
- Ngày cưới em hát bài này (Tuấn Hii)
- Ngày cưới hạnh phúc (Hoàng Ka)
- Ngày đầu tiên (Khắc Hưng)
- Rồi nâng cái ly (Hồ Phi Nal)
- Rồi tới luôn (Hồ Phi Nal)
- Ta là của nhau (Vương Anh Tú)
- Xin Mẹ (Ngọc Kôn)
- Yêu (Khắc Hưng)
- Yêu 5 (Rhymastic)

### Không lời
- Wedding day at Troldhaugen (Edvard Grieg)
- Wedding march (Hành khúc đám cưới) (Felix Mendelssohn)